# Golden Eagle Tiandi Tower A
 (janvier 2021).
Si vous disposez d'ouvrages ou d'articles de référence ou si vous connaissez des sites web de qualité traitant du thème abordé ici, merci de compléter l'article en donnant les références utiles à sa vérifiabilité et en les liant à la section « Notes et références ».
La Golden Eagle Tiandi Tower A est un gratte-ciel à Nankin en Chine. Il s'élève à 368,1 mètres. Sa construction s'est achevée en 2019. Il était le 47ème plus grand gratte-ciel mondial en 2020.